# Niels Wamberg
 Ikke at forveksle med Niels Wamberg (roer).
Niels Wamberg (født 28. juni 1938 på Frederiksberg) er en dansk arkitekt.
Niels Wamberg er uddannet arkitekt på Kunstakademiets arkitektskole. Som medarbejder hos arkitekterne Halldor Gunnløgsson og Jørn Nielsen, København, har han bl.a. tegnet Fiskeri- og Søfartsmuseet i Esbjerg og Uglegårdsskolen i Solrød, og senere hos arkitekt Sir Denys Lasdun, London, tegnet Royal National Theatre. Han har været gæsteprofessor på Ball State University, Indiana, USA, og modtaget diplom fra New York Film Academy, New York City, USA.
Han har produceret og instrueret flere dokumentar- og novellefilm, bl.a. En trekant med 4 hjørner, I Kina bor kineserne, Buddha og Thai, Chomp of the Apple, La 2, Trębacz, La Misa, ¿Qué tal una taza de Café?, Gola Gola, Rosso, Bianco e Verde, 64 år og 63 dage, 4 dage i Dubai, Made in Meu (i samarbejde med Yasna Singh), 2809 Bilaspur, Saúda o vinho porto, Knud Erik, Det store skrud (i samarbejde med Jytte Abildstrøm), The Wild Hogs, The infinite memory (Sony Award for best Nordic film 2010), Fra Gav til Vov, Ha Long – Mekong, Valencia, Looking at ... (Nomineret til 60sec.org's 1. pris, 2013), Ballons, Flamenco, Salsa, Cigarer og Salsa, 毛泽东和一千九百萬 Mao og de 19 millioner, الشعب العماني Omanerne, Tørklædet, Singapore, Chomp of the New Apple, 안녕, 서울 Hallo Seoul, أبوظبي Abu Dhabi, Ansigter i Jordan, Juste avant ... ,Værsgo' at ta' plads, What are we doing here?, Fra Antoni til Mies, Klokkeren, Kuplen og Grønt og musestille.
Har i samarbejde med Tia Hóka skrevet og produceret flere radiohørespil og interviews for Radio Jazz København og er redaktører på Radio Jazz Bladet.
Niels Wamberg har eller har haft flere tillidsposter: Sekretær i Danske Arkitekters Landsforbund/Akademisk Arkitektforening, sekretariatschef i Dansk Presseforbund, radiovært og bestyrelsesmedlem i Radio Jazz, medlem af Danmarks Film Akademi og formand for og Æresmedlem af Kunstnerforeningen af 18. november.